# 鹅掌女王烤肉店
《鹅掌女王烤肉店》（法語：La Rôtisserie de la reine Pédauque）是法国作家阿纳托尔·法朗士的一部历史小说，写于1892年，发表于1893年。这部小说讲述了18世纪初年轻的雅克（Jacques Ménétrier）的磨难。修道院院长热罗姆·瓜纳尔长老（Jérôme Coignard）教他拉丁语和希腊语，一位研究蝾螈和气精灵的炼金术士d'Astarac先生雇用了他们。